# إيفرت بيكون
إيفرت بيكون (بالإنجليزية: Everett Bacon)‏ هو لاعب كرة قاعدة أمريكي، ولد في 18 أغسطس 1890 في Westbrook, Connecticut ‏ في الولايات المتحدة، وتوفي في 1 فبراير 1989 في ساوثهامبتون ‏ في الولايات المتحدة.